# Indented Head
Indented Head é um pequeno município costeiro localizado na Península Bellarine, a leste de Geelong, no estado australiano de Vitória. A cidade fica na costa da Baía de Port Phillip, entre as cidades de Portarlington e St Leonards. Em 2016 a população do município era de 1.133 habitantes.